# Cephalanthera renzii
Cephalanthera renzii là một loài thực vật có hoa trong họ Lan. Loài này được B.Baumann & al. mô tả khoa học đầu tiên năm 2003.